# PyChess

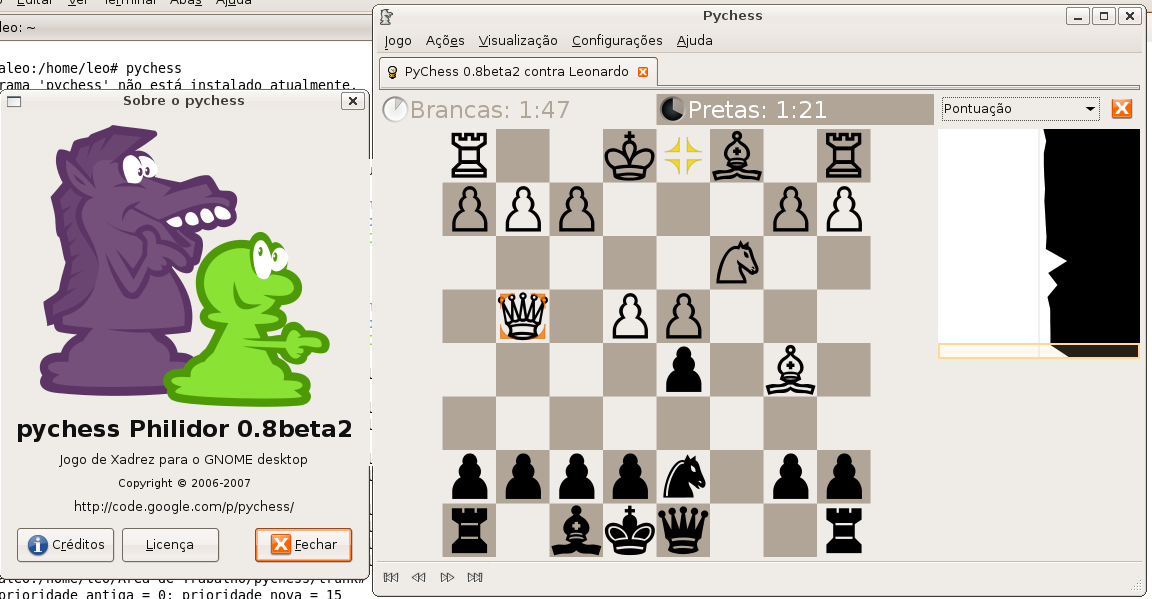
Partida de xadrez sendo disputada no PyChess

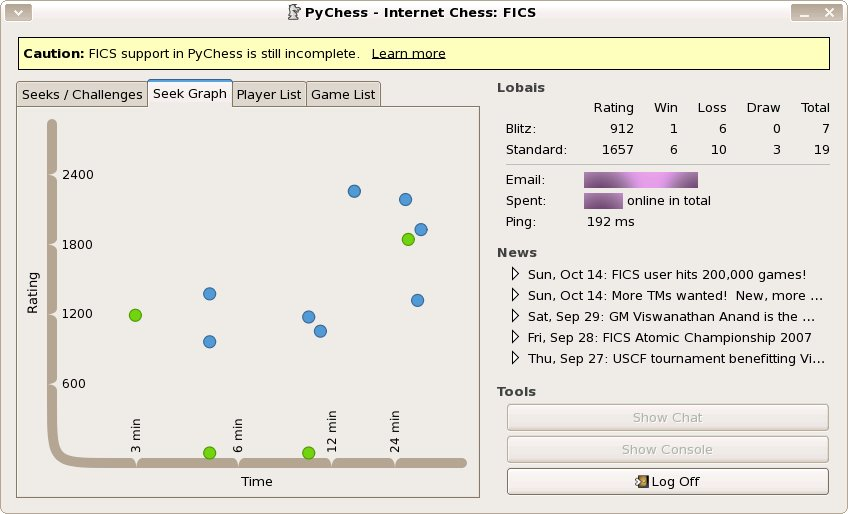
Acessando o FICS com o PyChess.

PyChess é um software livre para jogos de xadrez, originalmente escrito pelo dinamarquês Thomas Dybdahl Ahle, hoje é desenvolvido pela comunidade do PyChess. Em 2009 ganhou o prêmio Les Trophées du Libre na categoria Hobbies.
Algumas características do software são:
- Escrito na linguagem Python.
- Suporta os protocolos de xadrez CECP e UCI.
- Suporta jogos pela internet através do servidor FICS.
- Leitura e escrita de formatos de arquivos de xadrez PGN, EPD e FEN.
- Chess engine próprio do PyChess para jogadores menos experientes e outros disponíveis como GNU Chess e Crafty.
- Variações do xadrez com Shuffle, Xadrez de Fischer, Asymmetric Random, Bughouse e Crazyhouse.
- Níveis de jogos contra computador: Principiante, Intermediário e Experiente com dificuldade de de 1 a 8.
- Funções de voltar e parar o jogo.
- Animações de peças e tabuleiro.
- Clica-e-arrasta as peças do tabuleiro.
- Múltiplos jogos através de abas.
- Jogar contra outro jogador com modo de ajuda e modo espião.
- Ajuda com abertura de xadrez.
- Gráfico de pontuação no jogo atual.
- Internacionalização em várias línguas.
- Opcional para ouvir sons do jogo
- Mostra último movimento